# Ornithocidium
Ornithocidium là một chi thực vật có hoa trong họ Lan.